# WWF International Tag Team Championship
El WWF International Tag Team Championship fue un campeonato en parejas de lucha libre profesional de la empresa World Wide Wrestling Federation entre 1969 y 1972. Fue revivido por la and in the renamed World Wrestling Federation y la New Japan Pro Wrestling por un corto tiempo en 1985.

## Campeones

### Lista de campeones
Los días en paréntesis (123) suponen que el reinado inició o terminó en el primer día del mes por falta de información.
|   | Luchador                                          | N.º | Fecha                   | Días | Show o evento | Notas y referencias |
| - | ------------------------------------------------- | --- | ----------------------- | ---- | ------------- | --- |
| 1 | Rising Suns (Toru Tanaka (1) & Mitsu Arakawa (1)) | 1   | 1 de junio de 1969      | 190  | House show    | En kayfabe, ganaron un torneo para convertirse en los primeros campeones. |
| 2 | Víctor Rivera (1) & Tony Marino (1)               | 1   | 8 de diciembre de 1969  | 189  | House show    | Fue un 2-out-of-3 Falls Match. |
| — | Bruno Sammartino (1) & The Battman (2)            | 1   | 12 de diciembre de 1969 | 0    | House show    | Los anteriores campeones derrotaron a Rising Suns. El título cambió cuatro días después en Nueva York, pero no fueron reconocidos en Pittsburgh. Luego de esta lucha, Rivera & Marino continuaron siendo reconocidos como campeones. En consecuencia, el reinado no fue reconocido al ser pasado por alto, pero lo campeones sí son reconocidos como tal. |
| 3 | The Mongols (Bepo (1) & Geto Mongol (1))          | 1   | 15 de junio de 1970     | 368  | House show    | Fue un 2-out-of-3 Falls Match. Mongols abandonaron la promoción de Nueva York en febrero de 1971 y defendieron los títulos exclusivamente en la promoción de Pittsburgh. |
| 4 | Bruno Sammartino (2) & Dominic DeNucci (1)        | 1   | 18 de junio de 1971     | 14   | House show    | Fue un 2-out-of-3 Falls Match. |
| 5 | The Mongols (Bepo (2) & Geto Mongol (2))          | 2   | 2 de julio de 1971      | 133  | House show    | [ 6 ] |
| 6 | Luke Graham (1) & Tarzan Tyler (1)                | 1   | 12 de noviembre de 1971 | (36) | House show    | Anteriormente habían ganado el inaugural Campeonato Mundial en Parejas de la WWF el 3 de junio de 1971. |
| — | Desactivado                                       | —   | enero de 1972           | —    |               | |
| 7 | Tatsumi Fujinami (1) & Kengo Kimura (1)           | 1   | 24 de mayo de 1985      | 159  | House show    | Derrotaron a Dick Murdoch y Adrián Adonis en la final de un torneo. |
| — | Abandonado                                        | —   | 31 de octubre de 1985   | —    |               | El título fue abandonado cuando New Japan Pro Wrestling y World Wrestling Federation se dividieron. El 12 de diciembre de 1985, Fujinami & Kimura derrotaron a Antonio Inoki y Seiji Sakaguchi para convertirse en los primeros Campeones en Pareja de la IWGP.                                                                                           |

### Total de días con el título

#### Por equipos
| N.º | Campeones                                 | Reinados | Total de días |
| --- | ----------------------------------------- | -------- | ------------- |
| 1   | The Mongols (Bepo & Geto Mongol)          | 2        | 501           |
| 2   | Rising Suns (Toru Tanaka & Mitsu Arakawa) | 1        | 190           |
| 3   | Víctor Rivera & Tony Marino               | 1        | 189           |
| 4   | Tatsumi Fujinami & Kengo Kimura           | 1        | 159           |
| 5   | Luke Graham & Tarzan Tyler                | 1        | 36            |
| 6   | Bruno Sammartino & Dominic DeNucci        | 1        | 14            |
| 7   | Bruno Sammartino & The Battman            | 1        | 0             |

#### Por luchador
| N.º | Campeón                   | Reinados | Total de días |
| --- | ------------------------- | -------- | ------------- |
| 1   | Bepo Mongol               | 2        | 501           |
| 1   | Geto Mongol               | 2        | 501           |
| 3   | Toru Tanaka               | 1        | 190           |
| 3   | Mitsu Arakawa             | 1        | 190           |
| 5   | Tony Marino / The Battman | 2        | 189           |
| 5   | Víctor Rivera             | 1        | 189           |
| 7   | Tatsumi Fujinami          | 1        | 159           |
| 7   | Kengo Kimura              | 1        | 159           |
| 9   | Luke Graham               | 1        | 36            |
| 9   | Tarzan Tyler              | 1        | 36            |
| 11  | Bruno Sammartino          | 2        | 14            |
| 11  | Dominic DeNucci           | 1        | 14            |

### Mayor cantidad de reinados

#### Por equipos
| Reinados | Luchador (es) |
| -------- | ------------- |
| 2 veces  | The Mongols   |

#### Por luchador
| Reinados | Luchador (es)                                                 |
| -------- | ------------------------------------------------------------- |
| 2 veces  | Tony Marino/The Battman, Bruno Sammartino, Bepo y Geto Mongol |